# Chlorornis riefferii
Chlorornis riefferii là một loài chim trong họ Thraupidae.